# Juan Gugger
Juan Gugger, né en 1986 à Deán Funes, Argentine, est un artiste contemporain, sculpteur, vidéaste et dessinateur. Il vit et travaille à Paris.
Artiste plasticien travaillant principalement sur la sculpture et les installations, ses productions ont creusé les aspects inconscients de l'espace architectural, de l'urbanité et de l'expérience subjective d'une existence globale interconnectée.

## Biographie
De 2003 à 2009, il étudie à l'université nationale de Córdoba.
Il a ensuite complété ses études par deux post-diplômes au Centro de Investigaciones Artísticas et à l'Universidad Torcuato Di Tella, à Buenos Aires.
Leurs projets ont été montrés dans des institutions et des lieux d'art tels que le Museo de Arte Moderno de Buenos Aires (2021), International Biennial of Contemporary Art of the South (Bienalsur, 2021), KAMC (Yokohama, 2020), la Fondation d'Entreprise Fiminco (Paris, 2019), la  Fondation Claude Monet à Giverny (2019), le Musée d'Art contemporain de Buenos Aires (Buenos Aires, 2019), le Centro Cultural Kirchner (Buenos Aires, 2019), NN Galería (La Plata, 2018), Sala de Proyectos (Bogotá, 2017), Museo de Arte Contemporáneo de Rosario (2016) ou Museu de Arte Contemporânea do Rio Grande do Sul (Porto Alegre, 2014).
Entre 2011 et 2021, il a participé à plusieurs programmes de résidence tels que la Cité Internationale des Arts (Paris), Terra Foundation (Chicago-Giverny), FLORA (Bogota), Getty Research Institute (Los Angeles) ou Espacio de Arte Contemporáneo (Montevideo).

## Prix et distinctions
- 2020 : Premio Azcuy (finaliste), Azcuy + Museo de Arte Moderno de Buenos Aires, Argentina[10].
- 2020 : 69e édition Jeune Création, Fondation Fiminco, Paris, France[11].
- 2019 : Terra Foundation for American Art, Chicago, U.S[12].
- 2017 : Kenneth Kemble Grand Prize, Buenos Aires, Argentina[13].
- 2017 : Erica Roberts Collection Fellowship for Artists, Bogotá, Colombia[14].
- 2017 : Education Fellowship, Fondo Nacional de las Artes (National Arts Fund).

- 2015 : Project Award, Bienale of Art in Buenos Aires, Buenos Aires City Government[15].
- 2014 : Oxenford Collection Fellowship for Artists, for development of an investigation at Getty Research Institute (Los Ángeles, U.S.A.)[16].